# Schwanenwerder
Schwanenwerder (prononcé en allemand : [ˌʃvaːnənˈvɛʁdɐ] ) est une petite île allemande située à Nikolassee, dans le sud-ouest de Berlin.
Profondément transformée par l'industriel Friedrich Wilhelm Wessel, qui l'acquiert en 1882, Schwanenwerder devient un lieu de villégiature de la bourgeoisie berlinoise, notamment juive puis nazie. Après la Deuxième Guerre mondiale, elle conserve son caractère privilégié.

## Géographie

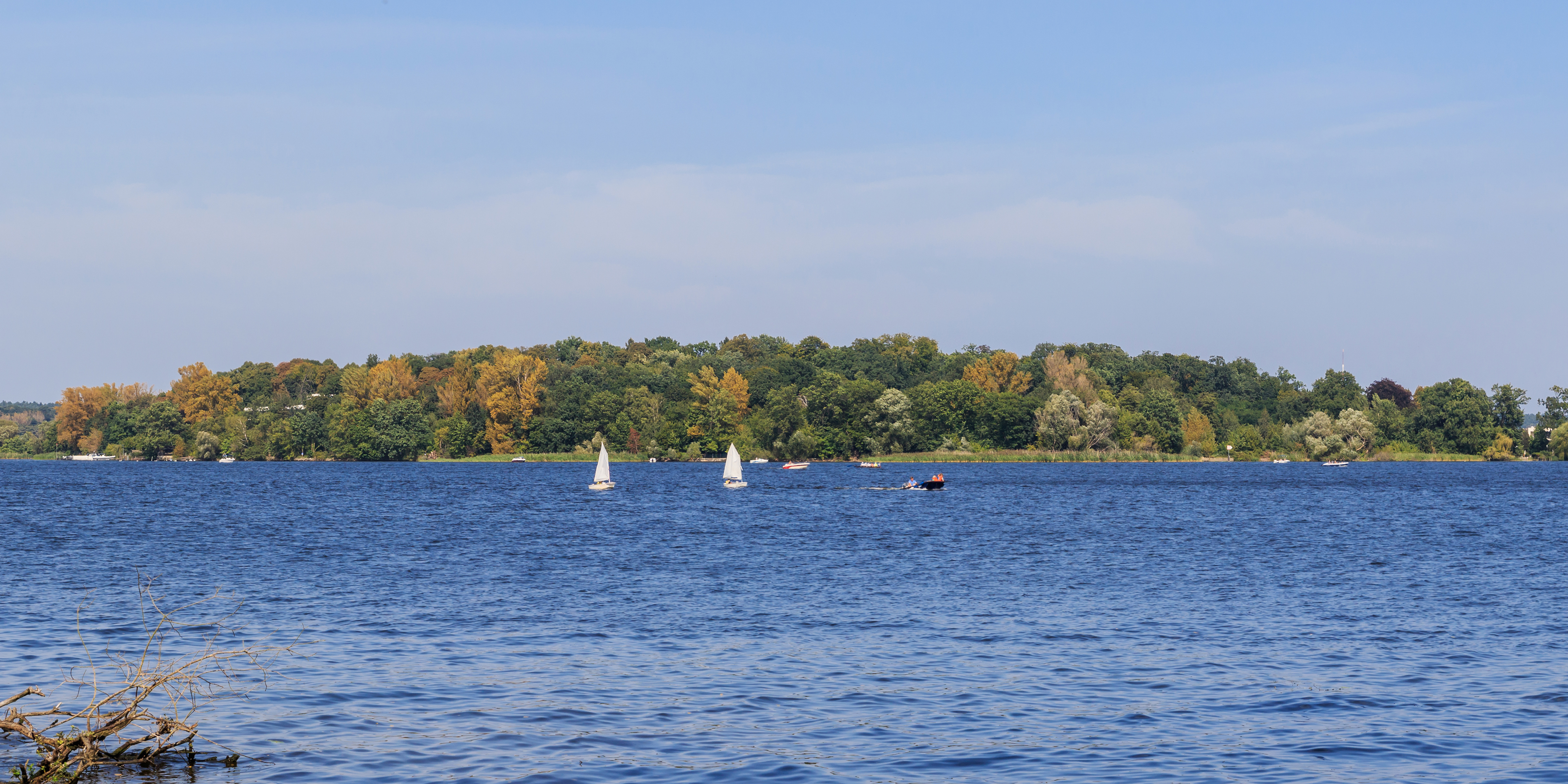
Vue de l'île depuis Wannsee.

Schwanenwerder se trouve sur le Großer Wannsee, un lac formé sur la rivière Havel. Administrativement, Schwanenwerder appartient au quartier de Nikolassee, dans l'arrondissement de Steglitz-Zehlendorf au sud-ouest de la capitale allemande Berlin.
L'île s'étend sur environ 250 000 m2,. À l'origine, Schwanenwerder n'est qu'une colline sablonneuse accueillant une petite prairie. Elle est grandement modifiée à la fin du XIXe siècle par Friedrich Wilhelm Wessel, par le biais d'importants apports de terre et de végétation (notamment des pins). En 2015, elle est composée de 40 parcelles dont seulement certaines sont construites.
Une seule voie dessert l'île, la Inselstraße (« rue de l'île »), qui forme une boucle ovale en son sein. Elle est reliée à Nikolassee par un pont.

## Histoire

### Création de Schwanenwerder

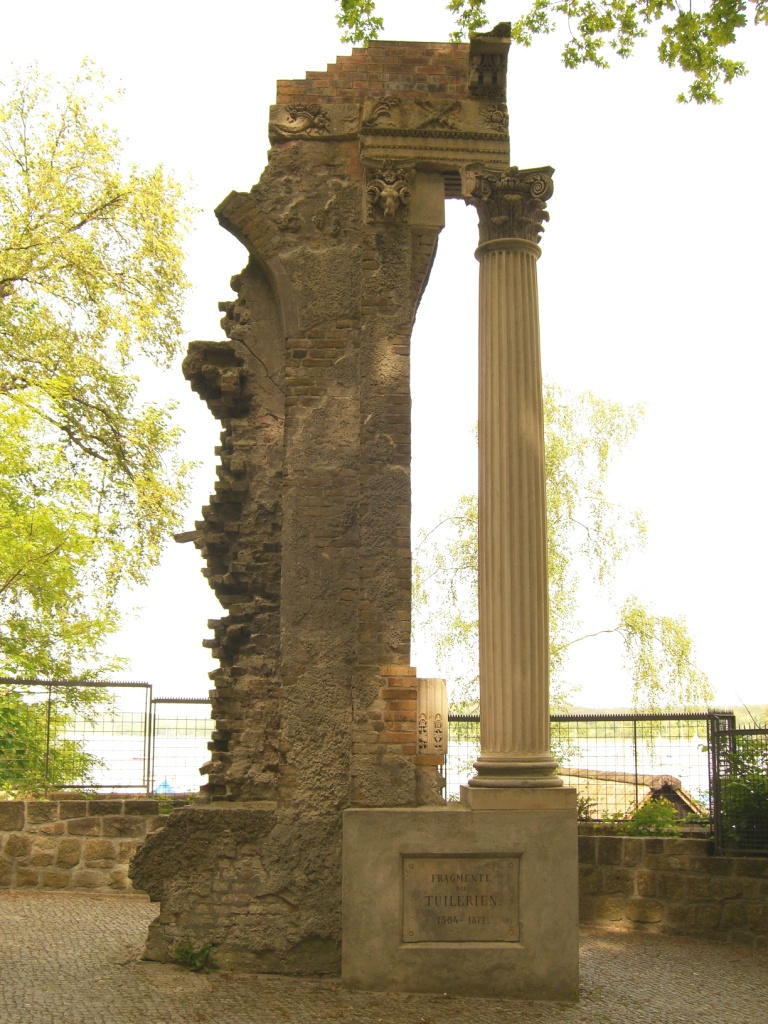
La colonne des Tuileries.

Habitée à l'Âge de pierre, l'île est délaissée pendant de nombreux siècles. Alors appelée Cladower Sandwerder, elle est achetée en 1882 par le fabricant de lampes à pétrole Friedrich Wilhelm Wessel, qui possède une maison en face de l'île à Wannsee. Friedrich Wilhelm Wessel procède au lotissement de l'île aride, qu'il transforme en un lieu paysager et végétalisé, équipé d'un parc ouvert à ses résidents. Dans ce parc, se trouve notamment une colonne du palais des Tuileries. En 1901, l'île est officiellement renommée Schwanenwerder (« l'île de rivière du cygne »). Elle entend devenir le pendant de l'île aux Paons pour les civils.
Une première villa — un château — est construite sur l'île en 1884. Des années 1890 aux années 1910, avec l'arrivée des transports, de l'électricité et de l'assainissement, d'importantes villas avec des jardins paysagers sont construites sur l'île par des architectes de renom. La plus grande résidence, la Villa Waltrud d'une superficie de 600 m2, est ainsi réalisée en 1912 par Bruno Paul. À l'aube de la Première Guerre mondiale, Schwanenwerder compte dix grandes villas et environ 80 résidents (y compris le personnel). Par la suite, ce sont des bâtiments plus fonctionnels qui sont construits, à l'exception d'une autre villa de 1925.

### Années 1930 et 1940

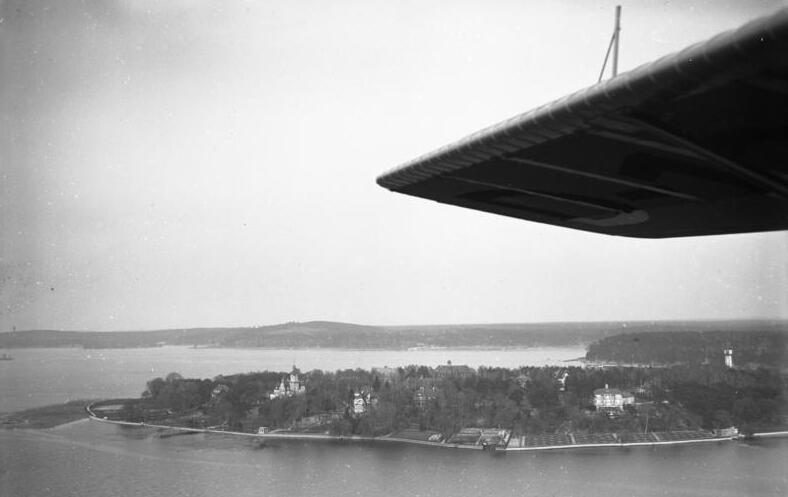
Vue aérienne de l'île en 1928.

Les villas de Schwanenwerder servent de maison de campagne à des industriels et banquiers berlinois, souvent juifs, parmi lesquels Oscar Wassermann (en) directeur de la Deutsche Bank. En 1930, neuf des quinze propriétés de l'île appartiennent à des propriétaires juifs. Après l'arrivée au pouvoir du NSDAP en 1933, plusieurs d'entre eux sont forcés de céder leurs propriétés, notamment pour payer la Reichsfluchtsteuer avant d'émigrer hors d'Allemagne. En 1939, un tiers des propriétaires de l'île sont des personnalités nazies, dont Joseph Goebbels, Theodor Morell et Albert Speer. 
Preuve du caractère privilégié de l'île, Inselstraße est la rue la plus chère de l'édition allemande du Monopoly sortie en 1935-1936. Joseph Goebbels — ministre de la Propagande — fait cependant interdire le jeu, officiellement pour « sa nature juive et spéculative ». Officieusement, cela serait dû au coût d'acquisition de la propriété de Goebbels, bien inférieur au prix du marché (et donc en contradiction avec le titre de rue la plus chère du Monopoly allemand) et à l'aide d'Adolf Hilter pour acquérir le bien,.
Éloignée du centre de Berlin, l'île est peu touchée par les bombardements pendant la Seconde Guerre mondiale. À la fin de la Seconde Guerre mondiale, l'île est occupée par les Soviétiques qui pillent plusieurs villas (tout comme certains civils). Elle se retrouve ensuite dans la zone d'occupation américaine. La plupart des résidences étant inhabitées, certaines sont utilisées par des généraux américains pour préparer la conférence de Potsdam (dont Dwight D. Eisenhower).

### Après la Seconde Guerre mondiale
Après la guerre, cinq villas d'anciens dirigeants nazis sont cédées par le Sénat de Berlin aux conseils locaux pour devenir des camps de vacances. D'autres sont restituées à leur propriétaire juif, qui les revendent souvent à la ville de Berlin. En 1948, une académie évangélique acquiert une propriété et ouvre ses portes.
À partir des années 1960, des propriétaires privés s'installent sur l'île et plusieurs villas sont détruites, dont celle de Joseph Goebbels. Dans les années 1970, la branche européenne de l'Institut Aspen s'y implante. 
En 2002, un ouragan provoque la mort de jeunes présent dans un camp de vacances sur l'île. Les terrains servant à ces camps sont vendus quelques années plus tard à des propriétaires privés.
En 2009, la construction d'une villa de luxe moderne sur l'île au Inselstraße 34 crée la polémique. Bien que l'île compte déjà des édifices modernes, et non plus seulement des maisons de campagne, l'ampleur du projet et son impact sur la nature sont critiqués, notamment par la droite et les écologistes. Les sociaux-démocrates au pouvoir estiment que le projet respecte les règles d'urbanisme, même si quelques dérogations ont été accordées.
L'accès à l'île est ouvert au public depuis 1945. Toutefois, en l'absence d'accès au lac depuis la voie publique, l'île est peu visitée.

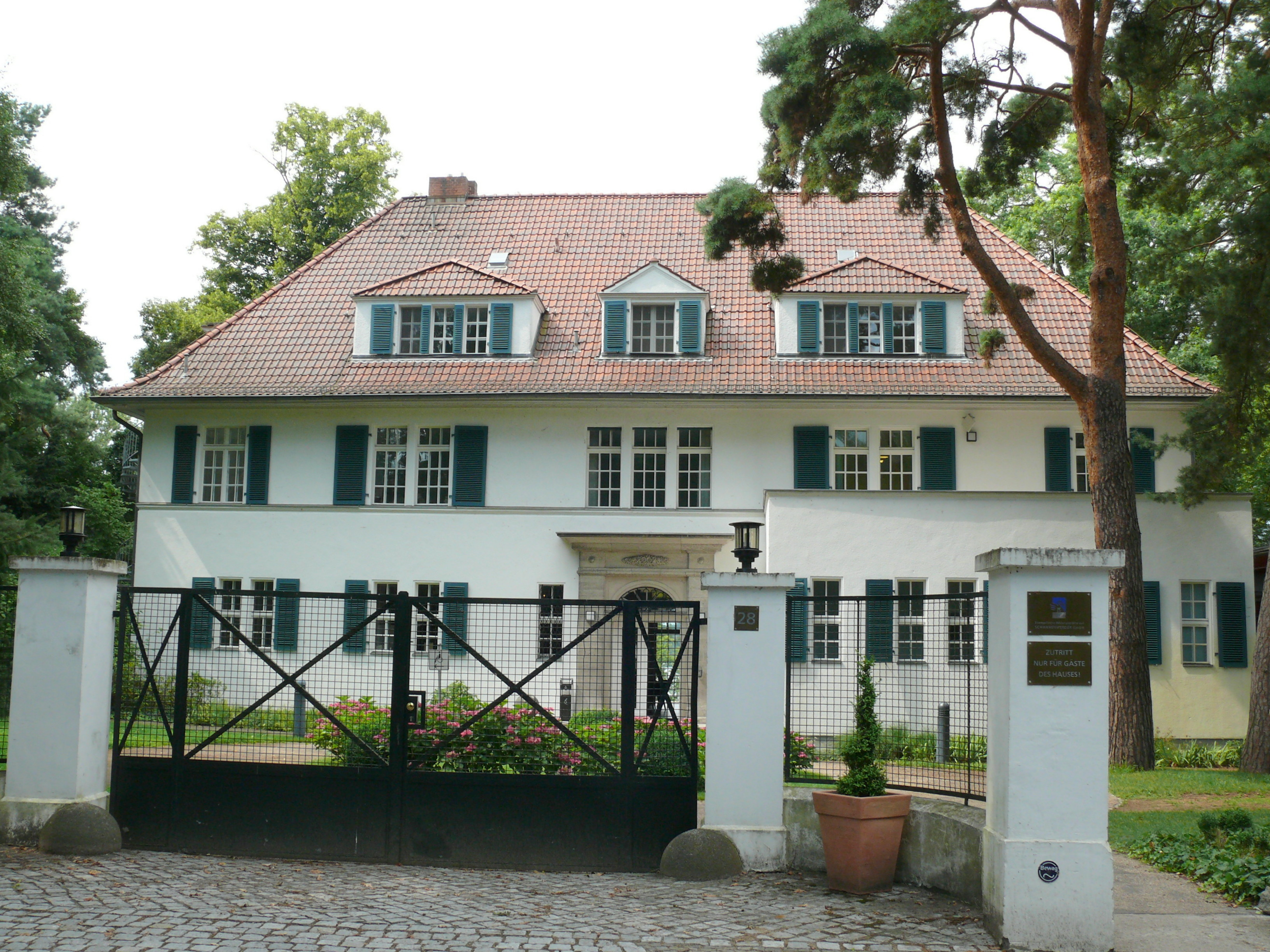
L'académie évangélique (no 28).
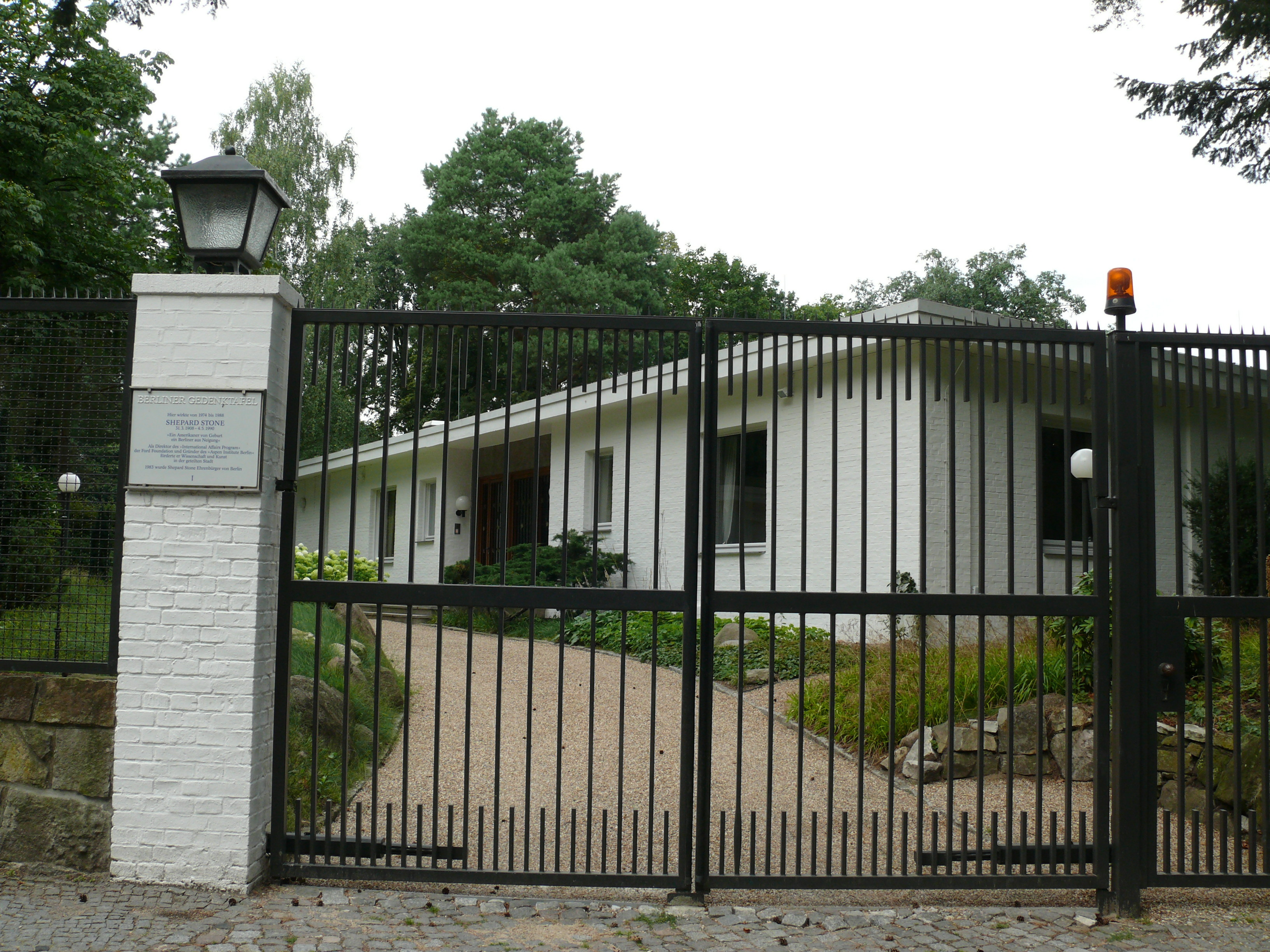
L'ancien Institut Aspen.
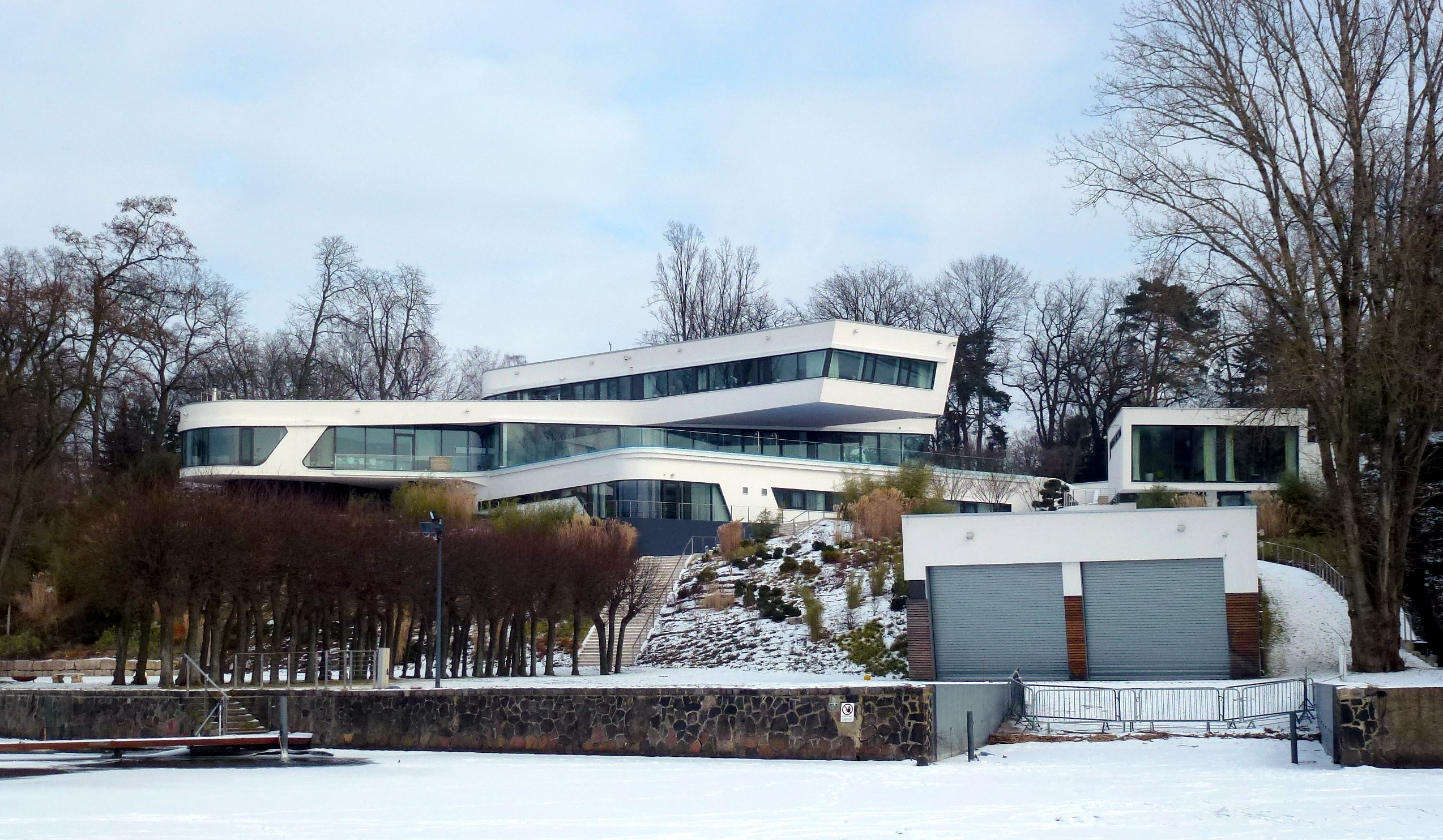
Une villa moderne (no 34).

## Patrimoine
Schwanenwerder compte plusieurs monuments :
- la colonne des Tuileries, édifiée en 1884 depuis des vestiges du palais des Tuileries présents en Angleterre, classée monument historique en 1956 et restaurée en 2003[12] ;
- la Villa Schwanenhof, construite dans un style néo-baroque[1] pour le frère de Friedrich Wilhelm Wessel (Hermann Wessel) et qui au XXIe siècle est le plus ancien vestige des villas qui occupaient l'île[4].

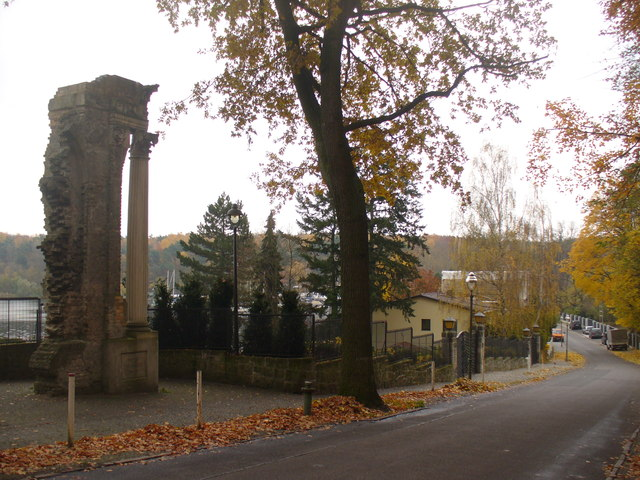
La colonne des Tuileries.
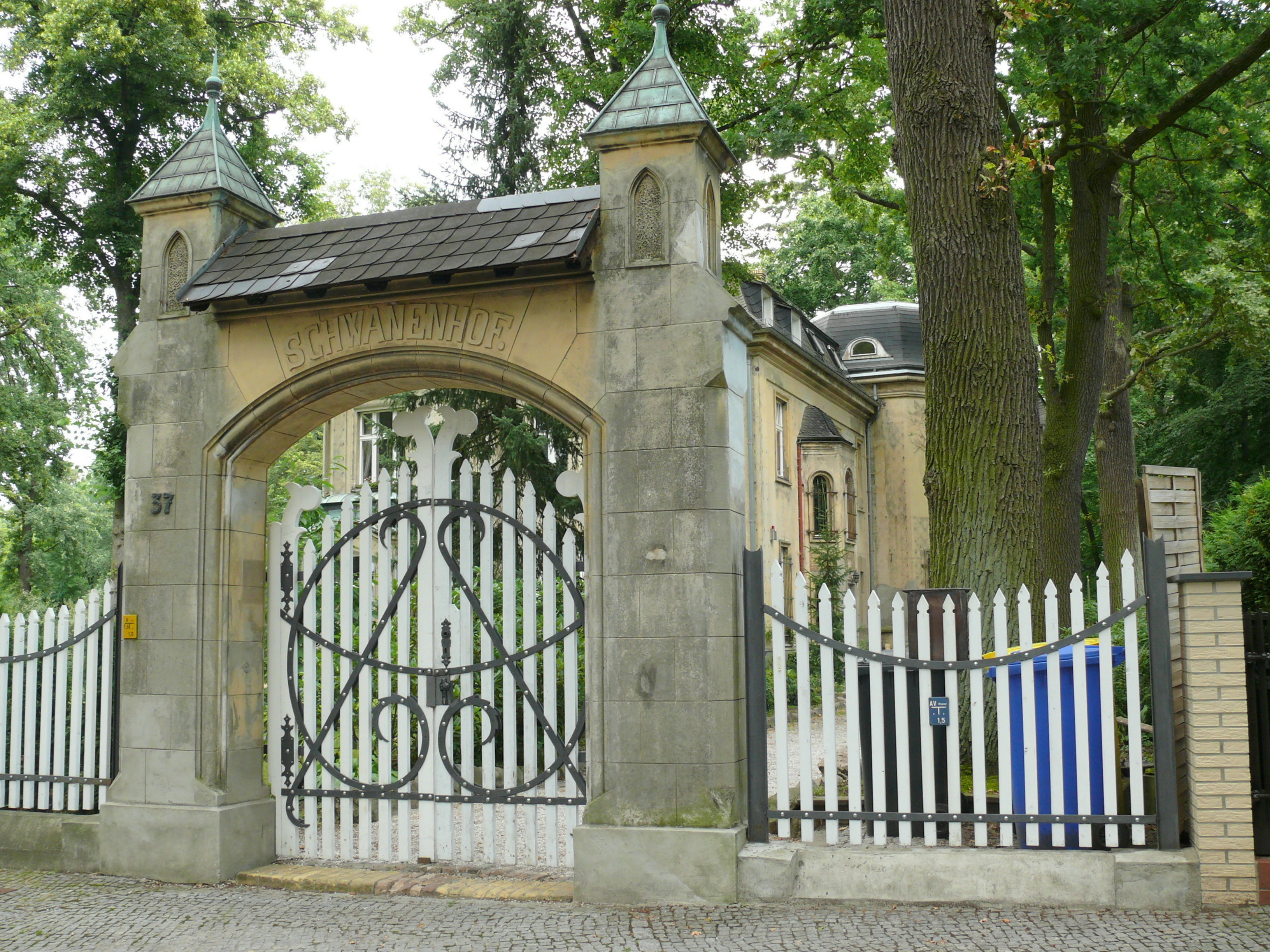
La villa Schwanenhof.
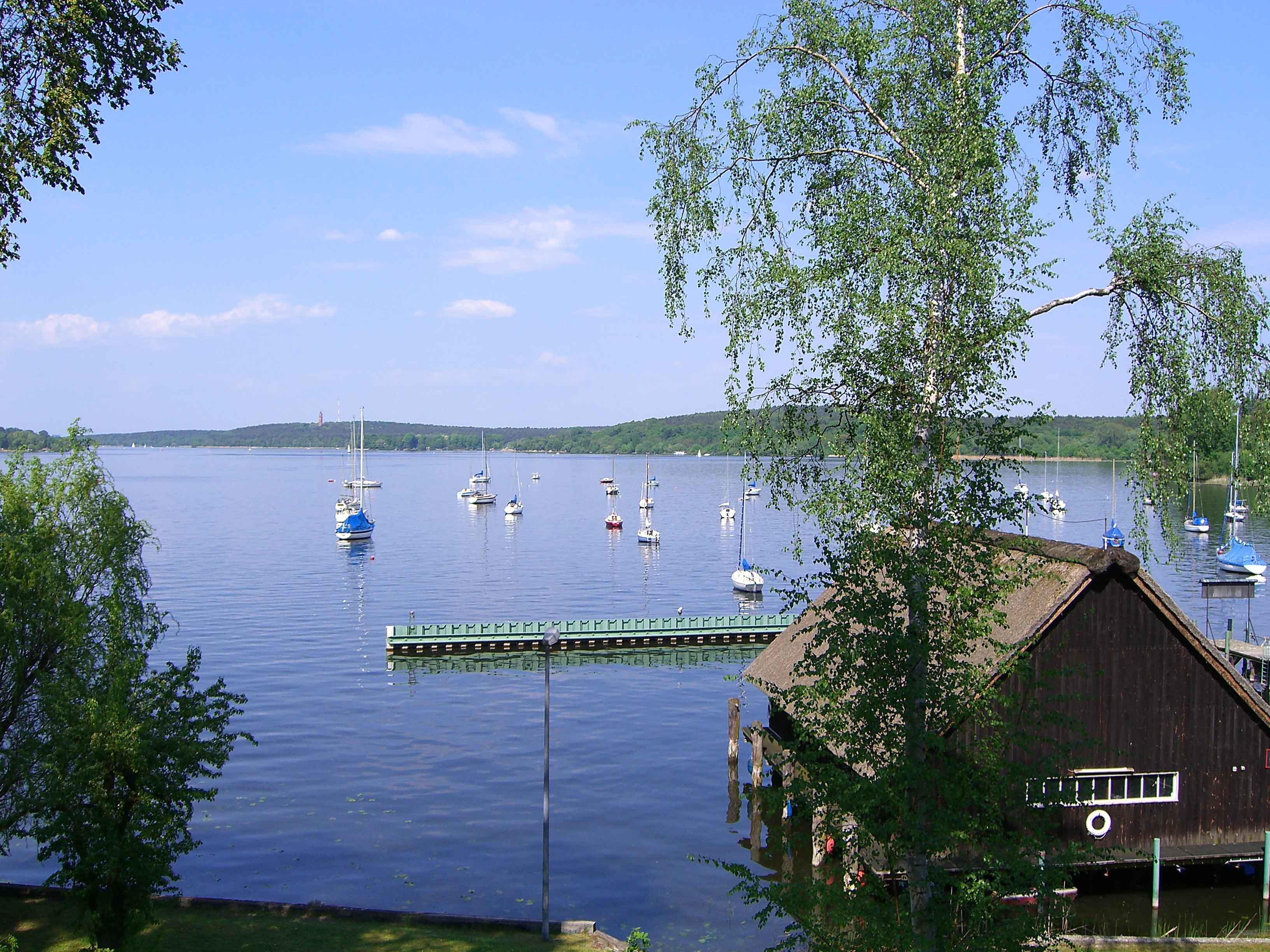
Un hangar à bateaux.